# Armando Rodríguez Ruidíaz
Pour les articles homonymes, voir Rodríguez et Ruidíaz.
Armando Rodríguez Ruidíaz (n. La Havane, Cuba 1951) est un compositeur, professeur, guitariste et joueur de cornemuse cubain.

## Formation académique
Armando Rodríguez a étudié la composition musicale avec José Ardévol et Roberto Valera à l'École Nationale des Arts et de l'Institut Supérieur D'art (ISA) à La Havane, Cuba.
Il a également étudié la guitare avec des professeurs Marta Cuervo et Isaac Nicola à L'École Nationale des Arts de La Havane, Cuba.
Plus récemment, Rodríguez a été consacrée à l'étude des cornemuse galicienne,.

## Compositeur
Armando Rodríguez travaux ont été exécutés à Cuba par de nombreux artistes et groupes, y compris L'Orchestre Symphonique National de Cuba et était Ballet National de Cuba.
En 1985, Rodríguez a pris la résidence aux États-Unis, et depuis lors, ses compositions ont été interprétées par des artistes et des groupes de renom tels que le groupe Relâche, basé à Philadelphie,
le saxophoniste Miguel Villafruela le bassiste Luis Gomez-Imbert, les pianistes Roberto Urbay, Max Lifchitz et Beatriz Balzi, et les guitaristes Flores Chaviano et Carlos Molina, à des événements importants comme le festival Bang on a Can à New York, les premiers jours de la musique contemporaine à Séville, en Espagne, la Bienal de São Paulo au Brésil, les Forums de Musique d’Amérique Latine et Le Caribienne, et le Festival « Subtropics » à Miami, en Floride.
Il a collaboré avec l'artiste Kate Rawlinson et compositeur Gustavo Matamoros, avec qui a fondé le groupe de musique expérimentale PUNTO,,,.
Son travail a été publié par EGREM (La Havane, Cuba) et C. Alan Publications (NC); et a également été diffusées par la radio aux États-Unis, au Canada, en Europe et en Amérique latine.

## Professeur
Après l'obtention du diplôme en 1972, Armando Rodríguez a travaillé comme professeur de guitare au Conservatoire Esteban Salas à Santiago de Cuba. En 1975, il a été nommé au poste de professeur de guitare et la théorie musicale (harmonie, contrepoint et instrumentation) à l'École Nationale des Arts à La Havane, où il a servi jusqu'en 1980.

## Joueur de cornemuse
Rodrìguez a été consacré à la recherche sur la musique galicienne et asturienne ainsi que leurs points de contact avec la musique cubaine. Le résultat de cette recherche a été publié dans des articles tels que :. "Presencia de la gaita en Cuba" Rodriguez a également étudié l'histoire et la technique de la cornemuse en général.
En tant que spécialiste dans le domaine de cornemuse et cornemuse asturienne, il a été invité à donner une conférence sur l'histoire de cet ancien instrument de musique à l'Université de Miami en 2006.

## Prix
Armando Rodíguez a reçu le prix pour la composition musicale de L'Union Nationale des Écrivains et artistes de Cuba (UNEAC) en 1978. Il a également reçu une Prix individuel de composition musicale de l'État de la Floride en 1991.